# Leonardo Sottani
Leonardo Sottani, född 1 november 1973 i Figline Valdarno, är en italiensk vattenpolospelare. Han ingick Italiens landslag vid olympiska sommarspelen 1996, 2000 och 2008.
Sottani gjorde åtta mål i OS-turneringen 1996 i Atlanta där Italien tog brons. Fyra år senare i Sydney gjorde han elva mål. 34 år gammal representerade han sedan Italien i OS ytterligare en gång, i Peking.
Sottani ingick i det italienska laget som tog EM-guld 1995 i Wien.